# Deepak Chopra
Deepak Chopra (hindi: दीपक चोपड़ा) (født 22. oktober 1946) er en indisk-amerikansk læge og spirituel guru og måske den rigeste og mest berømte inden for alternativ medicin i USA. Chopra har undervist i medicin på Tufts University, Boston University og Harvard University. Han blev stabschef på New England Memorial Hospital (NEMH) i Massachusetts, før han havde fået etableret en privat praksis. I 1985 mødte Chopra Maharishi Mahesh Yogi, som inviterede ham til at studere på Ayurveda. Chopra forlod sin stilling på NEMH for at praktisere Ayurveda-medicin.. På dansk er udgivet selvhjælpsbogen De syv spirituelle love for succes. 
Litteratur på dansk
- Chokra, Deepak (2018): De syv spirituelle love for succes. Gyldendal